# Pseudambassis baculis
Pseudambassis baculis är en fiskart som först beskrevs av Hamilton 1822.  Pseudambassis baculis ingår i släktet Pseudambassis och familjen Ambassidae. IUCN kategoriserar arten globalt som livskraftig. Inga underarter finns listade i Catalogue of Life.